# Heptagenia quadripunctata
Heptagenia quadripunctata is een haft uit de familie Heptageniidae. De wetenschappelijke naam van de soort is voor het eerst geldig gepubliceerd in 1989 door Kluge.
De soort komt voor in het Oriëntaals gebied.